# رودريغو باتشيكو (سياسي)
رودريغو باتشيكو هو سياسي برازيلي، ولد في 3 نوفمبر 1976 في بورتو فاليو في البرازيل. نشط حزبياً في حزب الديمقراطيين ‏. وقد انتخب federal deputy of Minas Gerais ‏ خلال فترته النيابية ‏.